# کیشا اندرسون
کیشا اندرسون (انگلیسی: Keisha Anderson؛ زادهٔ ۱۷ مهٔ ۱۹۷۴) بازیکن بسکتبال اهل ایالات متحده آمریکا است.